# Temporada 2014-2015 del RCD Espanyol
Dades de la Temporada 2014-2015 del RCD Espanyol. La temporada 2014-2015 del RCD Espanyol es caracteritza per, amb 26.000 socis, continuar el descens en el nombre de socis respecte a la temporada anterior i una baixa afluència al Power8 Stadium, amb una assistència mitjana del 42% en la primera volta, incloent tres entrades molt pobres, 16.950 en vuitens de final de Copa del Rei davant el València i 14.850 en quarts de final de copa davant el Sevilla, i 12.710 seguidors en Lliga, davant el Celta, la màxima assistència de la primera volta fou davant el Deportivo de la Coruña amb 22.732 assistents i la de la temporada en la semifinal de la Copa del Rei enfront l'Athletic Club amb 35.000 espectadors. L'equip va caure a la setena posició de la classificació històrica de la lliga.

## Fets Destacats

### Pretemporada
- 20 de juliol: Selecció Vall d'Aran-Espanyol 0-14[10]
- 26 de juliol: Raja Casablanca-Espanyol 1-1[10]
- 2 d'agost: UE Llagostera-Espanyol 1-2[10]
- 5 d'agost: Girona FC-Espanyol 2-1[10]
- 9 d'agost: CD Tenerife-Espanyol 0-1[10]
- 14 d'agost: Espanyol-UE Olot 1-1[10]
- 16 d'agost: CE Sabadell-Espanyol 1-0[10]
- 17 d'agost: Torneig Ciutat de Barcelona, Espanyol-Genoa C&FC 0-0 (5-4 penals)[10]

### Temporada
- El 9 de gener els Houston Dynamo de la Major League Soccer va anunciar el fitxatge de Raúl Rodríguez.[11]
- El 29 de gener s'anuncia el traspàs al Vila-real Club de Futbol d'Eric Bailly per cinc milions set-cents mil euros.[12]
- El 30 de gener el club dona per tancat el mercat d'hivern amb les cessions de Germán Parreño al Vila-real Club de Futbol, Manu Lanzarote al Deportivo Alavés, Carlos Clerc al CE Sabadell i Álex Fernández al HNK Rijeka.[13]
- El 4 de març l'equip cau eliminat de la copa en semifinals davant l'Athletic Club (1-0, 0-2),[8] després d'haver eliminat al Deportivo Alavés (0-2, 1-0), València (1-2, 2-0) i Sevilla (3-1, 0-1).[14]
- El 23 de maig acaba la competició de lliga, classificant-se en desena posició.[15]
- El 26 de maig de 2015, El Periódico de Catalunya publicava que Power8, patrocinador de l'estadi, va estafar centenars de xinesos i taiwanesos en una estafa piramidal.[16]

## Resultats i Classificació
- Lliga d'Espanya: Desena posició amb 49 punts (38 partits, 13 victòries, 10 empats, 15 derrotes, 47 gols a favor i 51 en contra).
- Copa del Rei: Semifinals. Eliminà el Deportivo Alavés a setzens de final, el València CF a vuitens i el Sevilla FC a quarts, però fou derrotat per l'Athletic Club a semifinals.
- Supercopa de Catalunya: Finalista. FC Barcelona-RCD Espanyol 1-1 (4-2 p.).

## Plantilla
| P   | D  | Jugador                   | Lliga | Lliga | Copa d'Espanya | Copa d'Espanya |
| P   | D  | Jugador                   | PJ    | G     | PJ             | G              |
| --- | -- | ------------------------- | ----- | ----- | -------------- | -------------- |
| POR | 13 | Kiko Casilla (4t capità)  | 37    | -48   | -              | -              |
| POR | 25 | Pau López                 | 2     | -3    | 8              | -7             |
| POR | 1  | Germán Parreño            | -     | -     | -              | -              |
| DEF | 22 | Álvaro González           | 36    | 1     | 6              | -              |
| DEF | 23 | Anaitz Arbilla            | 28    | 1     | 4              | -              |
| DEF | 16 | Javi López (2n capità)    | 28    | -     | 5              | -              |
| DEF | 19 | Diego Colotto (3r capità) | 23    | 1     | 5              | -              |
| DEF | 18 | Rafael Fuentes            | 22    | -     | 2              | -              |
| DEF | 15 | Héctor Moreno             | 19    | 1     | 7              | -              |
| DEF | 5  | Víctor Álvarez            | 18    | -     | 8              | -              |
| DEF | 27 | Rubén Duarte              | 11    | -     | 4              | -              |
| DEF | 2  | Felipe Mattioni           | 5     | -     | 3              | -              |
| DEF | 30 | Eric Bailly               | 5     | -     | -              | -              |
| DEF | 3  | Raúl Rodríguez            | 2     | -     | 2              | -              |
| DEF | 12 | Carlos Clerc              | -     | -     | 2              | -              |
| MIG | 4  | Víctor Sánchez            | 34    | 3     | 5              | 1              |
| MIG | 14 | José Alberto Cañas        | 29    | -     | 5              | -              |
| MIG | 6  | Salva Sevilla             | 26    | -     | 4              | -              |
| MIG | 24 | Francesc Montañés         | 25    | 1     | 3              | -              |
| MIG | 10 | Abraham González          | 22    | 1     | 5              | -              |
| MIG | 7  | Álex Fernández            | 5     | -     | 2              | -              |
| MIG | 28 | Joan Jordán               | 3     | -     | 2              | -              |
| MIG | 32 | Julián Luque              | 1     | -     | 1              | -              |
| MIG | 14 | David López               | 1     | -     | -              | -              |
| DAV | 8  | Christian Stuani          | 37    | 12    | 8              | 3              |
| DAV | 9  | Sergio García ( Capità)   | 35    | 14    | 6              | 1              |
| DAV | 20 | Felipe Caicedo            | 35    | 9     | 5              | 3              |
| DAV | 17 | Lucas Vázquez             | 33    | 3     | 6              | 1              |
| DAV | 29 | Jairo Morillas            | 3     | -     | 1              | 1              |
| DAV | 11 | Manu Lanzarote            | -     | -     | 2              | -              |

Els equips espanyols estan limitats a tenir en la plantilla un màxim de tres jugadors sense passaport de la Unió Europea. La llista inclou només la principal nacionalitat de cada jugador; alguns jugadors no europeus tenen doble nacionalitat d'algun país de la UE:
- Mattioni té passaport italià  .
- Diego Colotto té passaport italià  .
- Christian Stuani té passaport italià  .

### Equip tècnic
- Entrenador:  Sergio González Soriano
- Segon entrenador:  Diego Ribera Ramírez
- Entrenador de porters:  Tommy N'Kono
- Assistent tècnic:  Toni Borrell
- Doctor:  Antonio Turmo Garuz
- Preparador físic:  Miguel Gomila
- Preparador físic:  Jaume Bartrés Arenas

### Altes
| N. | Pos. | Nac. | Jugador                                       |
| -- | ---- | --- | --------------------------------------------- |
| 6  | MIG  | [[Fitxer:Flag of Spain.svg\|23x15px\|border \|alt=Espanya\|link=Selecció de futbol d'Espanya\|{{#if:\|]]                                       | Salva Sevilla (del Real Betis Balompié)       |
| 14 | MIG  | [[Fitxer:Flag of Spain.svg\|23x15px\|border \|alt=Espanya\|link=Selecció de futbol d'Espanya\|{{#if:\|]]                                       | José Alberto Cañas (del Swansea City AFC)     |
| 17 | DAV  | [[Fitxer:Flag of Spain.svg\|23x15px\|border \|alt=Espanya\|link=Selecció de futbol d'Espanya\|{{#if:\|]]                                       | Lucas Vázquez (del Reial Madrid Castella)     |
| 20 | DAV  | [[Fitxer:Flag of Ecuador.svg\|23x15px\|border \|alt=Equador\|link=Selecció de futbol de l'Equador\|{{#if:\|]]                                  | Felipe Caicedo (de l'Al-Jazira Sporting Club) |
| 22 | DEF  | [[Fitxer:Flag of Spain.svg\|23x15px\|border \|alt=Espanya\|link=Selecció de futbol d'Espanya\|{{#if:\|]]                                       | Álvaro González (del Reial Saragossa)         |
| 23 | DEF  | [[Fitxer:Flag of Spain.svg\|23x15px\|border \|alt=Espanya\|link=Selecció de futbol d'Espanya\|{{#if:\|]]                                       | Anaitz Arbilla (del Rayo Vallecano )          |
| 24 | MIG  | [[Fitxer:Flag of the Valencian Community (2x3).svg\|23x15px\|border \|alt=País Valencià\|link=Selecció de futbol del País Valencià\|{{#if:\|]] | Francisco Montañés (del Reial Saragossa)      |
| 27 | DEF  | [[Fitxer:Flag of Spain.svg\|23x15px\|border \|alt=Espanya\|link=Selecció de futbol d'Espanya\|{{#if:\|]]                                       | Rubén Duarte                                  |
| 28 | MIG  | [[Fitxer:Flag of Catalonia.svg\|23x15px\|border \|alt=Catalunya\|link=Selecció de futbol de Catalunya\|{{#if:\|]]                              | Joan Jordán                                   |
| 29 | DAV  | [[Fitxer:Flag of Spain.svg\|23x15px\|border \|alt=Espanya\|link=Selecció de futbol d'Espanya\|{{#if:\|]]                                       | Jairo Morillas                                |
| 32 | MIG  | [[Fitxer:Flag of Spain.svg\|23x15px\|border \|alt=Espanya\|link=Selecció de futbol d'Espanya\|{{#if:\|]]                                       | Julián Luque                                  |

### Baixes
| N. | Pos. | Nac. | Jugador                                                         |
| -- | ---- | --- | --------------------------------------------------------------- |
| 3  | DEF  | [[Fitxer:Flag of Catalonia.svg\|23x15px\|border \|alt=Catalunya\|link=Selecció de futbol de Catalunya\|{{#if:\|]]                | Raúl Rodríguez al Houston Dynamo                                |
| 6  | DEF  | [[Fitxer:Flag of Brazil.svg\|23x15px\|border \|alt=Brasil\|link=Selecció de futbol del Brasil\|{{#if:\|]]                        | Sidnei da Silva al Deportivo de la Corunya                      |
| 10 | DAV  | [[Fitxer:Flag of Portugal.svg\|23x15px\|border \|alt=Portugal\|link=Selecció de futbol de Portugal\|{{#if:\|]]                   | Pizzi al Benfica                                                |
| 11 | DEF  | [[Fitxer:Flag of Catalonia.svg\|23x15px\|border \|alt=Catalunya\|link=Selecció de futbol de Catalunya\|{{#if:\|]]                | Joan Capdevila al NorthEast United FC de la Indian Super League |
| 14 | MIG  | [[Fitxer:Flag of Catalonia.svg\|23x15px\|border \|alt=Catalunya\|link=Selecció de futbol de Catalunya\|{{#if:\|]]                | David López al SSC Nàpols                                       |
| 20 | DAV  | [[Fitxer:Flag of Portugal.svg\|23x15px\|border \|alt=Portugal\|link=Selecció de futbol de Portugal\|{{#if:\|]]                   | Simão Sabrosa sense equip                                       |
| 30 | DEF  | [[Fitxer:Flag of Côte d'Ivoire.svg\|23x15px\|border \|alt=Costa d'Ivori\|link=Selecció de futbol de la Costa d'Ivori\|{{#if:\|]] | Eric Bailly al Vila-real Club de Futbol                         |

### Cessions
| N. | Pos. | Nac. | Jugador                                    |
| -- | ---- | --- | ------------------------------------------ |
| 1  | POR  | [[Fitxer:Flag of the Valencian Community (2x3).svg\|23x15px\|border \|alt=País Valencià\|link=Selecció de futbol del País Valencià\|{{#if:\|]] | Germán Parreño al Vila-real Club de Futbol |
| 12 | DAV  | [[Fitxer:Flag of Catalonia.svg\|23x15px\|border \|alt=Catalunya\|link=Selecció de futbol de Catalunya\|{{#if:\|]]                              | Manu Lanzarote al Deportivo Alavés         |
| 23 | DEF  | [[Fitxer:Flag of Catalonia.svg\|23x15px\|border \|alt=Catalunya\|link=Selecció de futbol de Catalunya\|{{#if:\|]]                              | Carlos Clerc al CE Sabadell                |
| ?? | MIG  | [[Fitxer:Flag of Spain.svg\|23x15px\|border \|alt=Espanya\|link=Selecció de futbol d'Espanya\|{{#if:\|]]                                       | Álex Fernández al HNK Rijeka               |